# PLCopen
PLCopen est une organisation qui a pour but une uniformisation des standards de format des fichiers de programmation d'API (automate programmable industriel = PLC en anglais), sous la forme de fichiers XML.